# Крайс, Роберт
Роберт Крайс (англ. Robert Crais, в русском переводе часто издается как Роберт Крейс) — современный писатель, автор так называемых романов в мягкой обложке, из серии L.A. Requiem. Роберт Крайс начинал свою карьеру как сценарист телевизионных шоу и сериалов, как например, «Блюз Хилл-стрит», «Кегни и Лейси», Quincy, M.E., «Полиция Майами», «Закон Лос-Анджелеса». Крайс живет в доме в горах Санта-Моники, Калифорния, вместе со своей семьей.

## Влияние
По словам самого Роберта Крайса, литературное влияние на него оказали писатели Рэймонд Чендлер, Дэшил Хэммет, Эрнест Хемингуэй, Роберт Паркер и Джон Стейнбек

## Биография
Роберт Крайс родился в 1954 году Батон-Руж, штат Луизиана, США, в 1976 году уехал в Голливуд, где начал писать сценарии для сериалов «Блюз Хилл-стрит», «Кегни и Лейси» и «Полиция Майами». За сценарий «Блюз Хилл-стрит» он был номинирован на премию «Эмми».
В 1980-х годах Крайс решил оставить телевидение и попробовать себя как романист. Ранние его попытки оказались неудачными, но смерть отца в 1985 году сподвигла его на создание персонажа Элвиса Коула, прототипом которого его отец являлся. Книга с этим персонажем, The Monkey’s Raincoat, 1988 году получила Anthony Award как Лучший первый роман и Mystery Readers International Macavity Award как Лучший роман в мягкой обложке.
Элвис Коул в романах Крайса — бывший рейнджер, парень со стальными нервами, добрым сердцем и обаянием его тёзки Элвиса Пресли. Также есть коллега Элвиса Джо Пик, известный тем, что никогда не улыбается.

## Экранизации
В марте 2005 года на экраны вышел фильм Заложник, первая голливудская экранизация романа Роберта Крайса. Главные роли в фильме исполнили актеры Брюс Уиллис, Кевин Поллак и Бен Фостер.
Крайс отказывается продавать права на экранизацию Элвиса Коула и Джо Пика, объясняя это тем, что хочет, чтобы его читатели могли сами представлять своего любимого героя таким, как они хотят.